# 미리 (가수)
미리는 대한민국의 가수다. 2024년 싱글 [너는 내 첫사랑이었다]로 데뷔했다.

## 방송
- 우리가 사랑한 그 노래 새가수 (2021) - Top33(29위)

## 음반
- 우리가 사랑한 그 노래, 새가수 Episode 6 (2021)
- 우리가 사랑한 그 노래, 새가수 MR (2021)
- 너는 내 첫사랑이었다 (2024)
- 마지막 편지 (2025)
- 새벽비 (2025)